# Tori Spelling

Victoria Davey "Tori" Spelling (Los Angeles, Kalifornija, 16. svibnja 1973.) je američka glumica i spisateljica. Najpoznatija je po ulozi Donne Martin u teen seriji "Beverly Hills, 90210". Njezina knjiga "Stori Telling" bila je u užem izboru za najprodavaniju knjigu New York Timesa.

## Karijera
Tori je rođena u Los Angelesu u Kaliforniji od majke Candy Spelling i oca, poznatog Hollywoodskog producenta Aarona Spellinga. Oba su joj roditelja židovskog porijekla, iako su uvijek slavili Božić i hanuku. Pohađala je "Beverly Hills High School" ali je maturirala u "Harvard-Westlake School". Njezin brat Randy Spelling je također glumac.
Tori je bila gost u mnogim poznatim serijama kao što su "The Love Boat", "T.J. Hooker", "Hotel", "Fantasy Island", "Vega$" i "Školsko zvono" dok joj njezin otac Aaron nije dao ulogu Donne Martin u "Beverly Hillsu, 90210".

### Beverly Hills, 90210
Njezin je otac bio glavni producent nove teen serije "Beverly Hills, 90210" i Tori je dobila jednu od glavnih uloga u seriji. Glumila je Donnu Martin, "cool" tinejdžericu koja se družila s Brendom Walsh (Shannen Doherty), Kelly (Jennie Garth), Brandon Walsh (Jason Priestley), Davidom (Brian Austin Green), Steveom (Ian Ziering), Dylanom (Luke Perry) i kasnije Valerie (Tiffani Thiessen).
U seriji je glumila svih 10 sezona, od 1990. do 2000. kada je serija završila s emitiranjem. Glumila je u najviše epizoda od svih ostalih glumaca u seriji.

### Prije i poslije Beverlya
Tijekom razdoblja u kojem je glumila u "Beverly Hillsu, 90210", Tori je snimila i nekoliko filmova ("Co-Ed Call Girl", "A Friend to Die For and Mother", "May I Sleep with Danger?").
Nakon završetka serije, glumila je u nekoliko nezavisnih filmova kao što su "Trick" i "The House of Yes". Dobila je ulogu u horor filmu "Vrisak 2". Također je glumila u crnoj komediji "Mrak film 2" i znanstveno-fantastičnoj teen seriji "Smallville".
Godine 2006. nastupila je u "reality showu" zvanom "So NoTORIous", a 2007. u drugom sa svojim suprugom Deanom McDermottom u "Tori & Dean: Inn Love".
Godine 2008. rečeno je da će se Tori vratiti ulogom Donne Martin u "spin offu" Beverlyja, "90210" iako se poslije doznalo da je Tori odustala zbog ponuđene plaće.

## Privatni život
Godine 2004. udala se za Charlieja Shaniana, ali su se razveli poslije dvije godine. Godine 2005. upoznala je glumca Deana McDermottaa i zaljubila se u njega iako je bila još službeno u braku s Charliejem.
Nakon očeve smrti 2006. Tori je dobila dio njegova novca od imanja vrijednog 500 000 000 dolara. Trenutno ima dvoje djece s Deanom.

## Filmografija
- Troop Beverly Hills (1989.)
- Prijatelj za kojeg se umire (1994.)
- The House of Yes (1997.)
- Vrisak 2 (1997.)
- Perpetrators of the Crime (1998.)
- Trik (1999.)
- Sol Goode (2001.)
- Mrak Film 2 (2001.)
- Naked Movie (2002.)
- Evil Alien Conquerors (2002.)
- 50 načina kako ostaviti ljubavnika (2004.)
- Cthulhu (2006.)
- Housesitter (2007.)
- Poljubi mladenku (2008.)
- The Doorman (2008.)
- Rođen jučer (2009.)

## Vanjske poveznice
- Službene stranice
- Burt Destruction